# 원라인
《원라인》은 2017년에 개봉한 대한민국의 영화이다.

## 캐스팅
- 임시완: 민대리(이민재) 역
- 진구: 장석구 역
- 박병은: 강지원 역
- 이동휘: 송 차장 역
- 김선영: 홍 대리 역
- 안세하: 천주환 형사 역
- 박종환: 기태 역
- 김홍파: 백 이사 역
- 박유환: 혁진 역
- 왕지원[1]: 해선 역
- 조우진: 원 검사 역
- 박형수: 한서기관 역
- 이석호: 문수 역
- 김국희: 주희 역
- 이도현: 박씨 역
- 박성연: 최씨 역
- 김원석: 화상남 역
- 오민애: 주희 모 역
- 박근록: 호텔남 역
- 김경민: 쇼핑몰 은행 직원 역
- 현봉식: 장물애비 역
- 나수윤: 민재 대출 직원 역
- 김구경: 납골당 동아점장 역
- 신동력: 마씨 역
- 권범택: 동아은행 권부행장 역
- 김정수: 서울은행 김부행장 역
- 신정섭: 조선은행 신부행장 역
- 이지연: 여대생 1 역
- 최지은: 여대생 2 역
- 배소은: 여대생 3 역
- 여종원: 납골당 서울점장 역
- 최재원: 납골당 조선점장 역
- 강진아: 주희 납골당 직원 역
- 이지우: 기태 청원경찰 역
- 김수현: 최씨 대출 직원 역
- 윤지용: 최씨은행 청원경찰 1 역
- 박지완: 최씨은행 청원경찰 2 역
- 김사란: 천형사 난감 직원 역
- 박경찬: 천형사제지 점장 역
- 윤일식: 천형사제지 직원 역
- 조한결: 천형사제지 청원경찰 1 역
- 서은수: 천형사제지 청원경찰 2 역
- 김유레: 박씨대출 직원 역
- 김가은: 새싹론 직원 역
- 이시운: 민재집 순찰경찰 1 역
- 김현출: 민재집 순찰경찰 2 역
- 최세용: 미래직원 역
- 박웅원: 미래직원 역
- 임지환: 미래직원 역
- 박준성: 미래직원 역
- 강정웅: 미래직원 역
- 박원석: 미래직원 역
- 박건도: 기태어깨 1 역
- 최필상: 기태어깨 2 역
- 최창국: 기태어깨 3 역
- 곽정환: 기태어깨 4 역
- 정주현: 형사 1 역
- 김태준: 형사 2 역
- 명석근: 형사 3 역
- 김말구: 형사 4 역
- 추연규: 형사 5 역
- 길성섭: 형사 6 역
- 김대현: 형사 7 역
- 김찬호: 형사 8 역
- 황성준: 피해자 1 역
- 박지홍: 피해자 2 역
- 최은아: 피해자 3 역
- 김희상: 피해자 4 역
- 안현정: 피해자 5 역
- 정휘성: 피해자 6 역
- 위호성: 피해자 7 역
- 김연신: 피해자 8 역
- 안지현: 피해자 9 역
- 안영현: 피해자 10 역
- 김강민: 금감원 이사 1 역
- 김윤홍: 금감원 이사 2 역
- 전금한: 금감원 이사 3 역
- 김진구: 금감원이사진 1 역
- 이영호: 금감원이사진 2 역
- 임용순: 금감원이사진 3 역
- 김길영: 금감원이사진 4 역
- 강종성: 금감원이사진 5 역
- 김슬기: 마사지사 역
- 김하민: 마담 역
- 김성연: 해선 룸 손님 역
- 전광진: 스카이라운지 손님 역
- 차승욱: 스카이라운지 웨이터 1 역
- 박인애 : 대출중단 뉴스앵커 역
- 김상은: 지원검거 뉴스앵커 역
- 유요한: 기자 1 역
- 도현: 기자 2 역
- 강정구: 기자 3 역
- 박익준: 기자 4 역
- 홍성호: 동아은행 황 과장 역
- 한창현: 서울은행 문 과장 역
- 전병현: 조선은행 조 과장 역
- 유민경: 기모노 여직원 1 역
- 신난애: 기모노 여직원 2 역
- 김하윤: 기모노 여직원 3 역
- 최호범: 당구장주인 역
- 김근영: 막창집주인 역
- 류대식: 대포차업주 역
- 한민철: PC방손님 1 역
- 변성범: PC방손님 2 역
- 이주성: PC방손님 3 역
- 차건우: 리어카 토마토장수 역
- 김기찬: 짜장면 배달부 역
- 엄태옥: 인쇄소사장 역
- 이인제: 원라인1 대출손님 1 역
- 이준희: 원라인1 대출손님 2 역
- 장훈: 40대 사장 1 역
- 권욱락: 40대 사장 2 역
- 이일화: 영희 역(특별출연)